# سامسونگ گلکسی آ۴۲ ۵جی
سامسونگ گلکسی آ۴۲ ۵جی (انگلیسی: Samsung Galaxy A42 5G) یک تلفن همراه میان رده مبتنی بر اندروید از سری آ سامسونگ است که توسط سامسونگ الکترونیک تولید و عرضه می‌شود. این گوشی در ۲ سپتامبر ۲۰۲۰ به‌عنوان جانشین مدل گلکسی آ۴۱ در جریان رویداد مجازی «Life Unstoppable» رونمایی شد. این گوشی ارزان‌ترین گوشی ۵جی سامسونگ در سال ۲۰۲۰ بود.
این گوشی در ۳ رنگ مشکی، سفید و خاکستری عرضه می‌شود.

## تاریخچه
گلکسی آ۴۲ ۵جی در جریان رویداد مجازی «Life Unstoppable» در کنار سامسونگ گلکسی تب آ۷ و محصولات دیگر معرفی شد. این گوشی در ۱۱ نوامبر ۲۰۲۰ عرضه شد.

## مشخصات

### سخت‌افزار
سامانه روی یک تراشه آ۴۲ ۵جی کوالکام اسنپ‌دراگون ۷۵۰جی است. این گوشی با حافظهٔ داخلی ۱۲۸ گیگابایت و حافظهٔ رم ۴، ۶ و ۸ گیگابایت عرضه می‌شود و دارای یک خشاب برای جای‌گیری دو سیم‌کارت و حافظه اس‌دی است.
آ۴۲ ۵جی یک صفحه نمایش ۶٫۶ اینچی سوپر امولد با وضوح اچ‌دی+ با نسبت تصویر ۲۰ به ۹ دارد که ۸۴٫۳ درصد جلوی گوشی را به خود اختصاص داده و اثرانگشت خوان آن نیز در درون نمایشگر قرار دارد.
باتری آن ۵۰۰۰ میلی‌آمپر ساعت است و از شارژ سریع ۱۵ وات پشتیبانی می‌کند.

#### دوربین
آ۴۲ ۵جی چهار دوربین دارد که مشخصات آنها از این قرار است: دوربین اصلی آن ۴۸ مگاپیکسل، دوربین اولترا واید ۸ مگاپیکسل، دوربین ماکرو ۲ مگاپیکسل و سنسور تشخیص عمق ۲ مگاپیکسل. دوربین سلفی این گوشی ۲۰ مگاپیکسل است و در یک بریدگی U شکل در بالای نمایشگر قرار دارد. دوربین اصلی آن قابلیت فیلمبرداری ۴کی ۳۰ فریم بر ثانیه را دارد، در حالی که فیلمبرداری دوربین سلفی آن به ۱۰۸۰پی محدود شده‌است.

### نرم‌افزار
آ۴۲ ۵جی به‌طور پیش‌فرض از سیستم‌عامل اندروید ۱۰ و رابط‌کاربری وان یوآی ۲٫۵ بهره می‌برد. در مارس ۲۰۲۱ به‌روزرسانی اندروید ۱۱ و وان یوآی ۳٫۱ را دریافت کرد و در ژانویه ۲۰۲۲ نیز به‌روزرسانی اندروید ۱۲ و وان یوآی ۴ را دریافت کرد. آخرین به‌روزرسانی منتشر شده برای این گوشی اندروید ۱۲ است.